# Trójkąt równoramienny

Trójkąt równoramienny – trójkąt o (co najmniej) dwóch bokach równej długości. Te dwa boki zwane są ramionami trójkąta, trzeci bok jego podstawą. Kąty przy podstawie są przystające a ich miara jest mniejsza od miary kąta prostego.
Trójkąt równoramienny posiada (co najmniej jedną) oś symetrii – przecina ona podstawę w połowie długości i przechodzi przez wierzchołek łączący ramiona. Oś symetrii pokrywa się z wysokością, środkową, dwusieczną i symetralną opuszczonymi na podstawę.
Szczególne przypadki trójkąta równoramiennego:
- trójkąt równoboczny – dowolne dwa boki można uznać za ramiona,
- równoramienny trójkąt prostokątny – kąt prosty może być jedynie między ramionami. Długość podstawy jest równa {\displaystyle {\sqrt {2}}} długości ramienia.

## Związki metryczne
Zależność między kątami
{\displaystyle 2\alpha +\beta =\pi .}
Zależność między długością podstawy i ramienia:
{\displaystyle a^{2}=2b^{2}(1-\cos \beta ).}
Pole trójkąta równoramiennego:
{\displaystyle P=a^{2}{\frac {\cos \beta +1}{4\sin \beta }}={\tfrac {1}{2}}b^{2}\sin \beta ,}
gdzie:
{\displaystyle a} – długość podstawy,
{\displaystyle b} – długość ramienia,
{\displaystyle \beta } – miara kąta przeciwległego do {\displaystyle a,} czyli kąta między ramionami
{\displaystyle \alpha } – miara kąta przy podstawie